# Ho Dam
Ho Dam (hangul: 허담, handzsa: 許錟, RR: Heo Dam; Vonszan (Wonsan), 1929. március 6. – Phenjan (Pyongyang), 1991. május 11.) észak-koreai diplomata, külügyminiszter.

## Pályafutása
Tagja volt a Koreai Munkapárt Politbürójának, továbbá a Szülőföld Békés Újraegyesítéséért Szervezetnek.
1977-ben első észak-koreai külügyminiszterként látogatott el az Amerikai Egyesült Államokba. 1983 decemberében lemondott tisztségéről, és a Koreai Munkapárt titkára lett.
Ho Dam 1991 májusában hunyt el, hosszú ideig tartó betegségben.